# Johan VI van Mecklenburg
Johan VI van Mecklenburg (circa 1439 - Kulmbach, 1474) was hertog van Mecklenburg. Hij behoorde tot het huis Mecklenburg.

## Levensloop
Johan VI was de tweede zoon van hertog Hendrik IV van Mecklenburg en diens echtgenote Dorothea, dochter van keurvorst Frederik I van Brandenburg. 
In 1464 kreeg hij samen met zijn oudere broer Albrecht VI van zijn vader een apanage van verschillende districten. Albrecht VI en Johan VI moesten deze samen regeren, maar Johan zelf speelde geen actieve rol in het bestuur van deze districten.
In 1472 werd Johan VI verloofd met Sophia, dochter van hertog Erik II van Pommeren. Het was de bedoeling dat de huwelijksceremonie plaatsvond in 1474, maar Johan stierf nog voor dit kon doorgaan. Zijn exacte sterfdatum is onbekend; hij werd voor het laatst vermeld in een document gedateerd op 20 mei 1474.
Tijdens een reis om zijn oom, keurvorst Albrecht Achilles van Brandenburg, te bezoeken, raakte Johan VI in de stad Kulmbach besmet met de pest en hij bezweek aan de ziekte. Johan werd waarschijnlijk begraven in het Clarissenklooster in Hof. 